# Анях
Анях якут. Аанньаах) — упразднённое в 1999 году село Сунтарского улуса Республики Саха (Якутия) России. Входило на год упразднения в состав Вилючанского наслега.
Село Анях располагалось находится в юго-западной части Якутии, на левом берегу реки Вилюй, примерно в 110 км к северо-западу от Сунтара, административного центра улуса.
Абсолютная высота — 178 м над уровнем моря.

### Климат
Климат характеризуется как резко континентальный. Средняя температура воздуха самого тёплого месяца (июля) составляет 17-18 °C; самого холодного (января) — −34 − −50 °C. Среднегодовое количество атмосферных осадков составляет 250—300 мм.
Анях официально упразднён в 1999 году постановлением Правительства Республики Саха (Якутия) и исключён из административного деления Сунтарского улуса.

## Население
Согласно результатам Всесоюзной переписи 1989 года проживали 13 человек, из них	9	мужчин, 4 женщин. По переписи 2002 года население не зафиксировано.